# شهر جدید رامشار
شهر جدید رامشار شهری در بخش مرکزی شهرستان هامون و در ۲۰ کیلومتری شهر محمدآباد و در مسیر جاده محمدآباد به زاهدان واقع شده است.

## تاریخچه
شهر جدید رامشار در استان سیستان و بلوچستان و به پیشنهاد مطالعات طرح منطقه ای سیستان (مصوب سال ۱۳۶۹ شورای عالی شهرسازی و معماری ایران) شکل گرفته‌است. این شهر جدید در ۲۰ کیلومتری محمدآباد (هامون) و در جاده شهرستان هامون به زاهدان و در جاده زابل به زاهدان (۳۰ کیلومتری شهر زابل) قرار گرفته‌است. طرح جامع شهر جدید رامشار در سال ۱۳۷۹ به تصویب شورای عالی شهرسازی و معماری ایران رسیده‌ که شرکت مهندسان مشاور شهرسازی شهروخانه آن را تهیه کرده است. در انتخاب نام شهر جدید رامشار، آنچه که هویت این سرزمین را منعکس می‌سازد مد نظر قرار گرفته‌است. رامرود که در فاصله نه چندان دور از اراضی شهر جدید قرار داشته، دیر زمانی شهرهای با شکوهی همچون رامشارستان را در کنار خود شکل می‌دهد. با تغییر مسیر رودخانه هیرمند و خشک شدن رامرود، طومار زندگی ساکنین شهر در هم می‌پیچد تا آنجایی که این شهر در قرن چهارم هجری در زیر شن‌های روان مدفون می‌گردد. به یادمان رامشارستان، نام رامشار برای جدید برگزیده شده‌است.

## منطقه آزاد تجاری صنعتی سیستان
منطقه آزاد تجاری، صنعتی سیستان یکی از مناطق آزاد ایران است که اداره و دفتر اجرایی آن در سال ۱۴۰۱ در شهر جدید رامشار از توابع شهرستان هامون در استان سیستان و بلوچستان بنیان گذاشته شده‌است.